# Антонио Гутерес
Антонио Мануел де Оливеира Гутерес (порт. António Manuel de Oliveira Guterres; Лисабон, 30. април 1949) португалски је политичар и дипломата, тренутно је Генерални секретар Уједињених нација. Био је председник владе Португалије, као и вођа Социјалистичке интернационале. Кофи Анан га је именовао за високог комесара УН за избеглице и на том положају је био од 2005. године до 2015. године у два мандата. Дана 5. октобра 2016. године Савет безбедности УН је подржао Антонија Гутереса за Генералног секретара Уједињених нација.
Гутерес је био генерални секретар Социјалистичке партије од 1992. до 2002. За премијера је изабран 1995. и поднео је оставку 2002. године, након што је његова странка поражена на Португалским локалним изборима 2001. године. После шест година владавине без апсолутне већине и са лошом економијом, Социјалистичка партија је прошла горе него што се очекивало због губитака у Лисабону и Порту, где су анкете показале да имају солидно вођство. Едуардо Феро Родригез преузео је вођство Социјалистичке партије, али су на општим изборима изгубили од Социјалдемократске партије, коју је предводио Жозе Мануел Барозо. Упркос овом поразу, анкете португалске јавности и 2012. и 2014. рангирале су Гутереса као најбољег премијера у претходних 30 година.
Био је председник Социјалистичке интернационале од 1999. до 2005. године, а од 2005. до 2015. био је Високи комесар Уједињених нација за избеглице. Гутерес је изабран за генералног секретара у октобру 2016, наследивши Бан Ки-муна почетком следеће године и поставши први Европљанин који је обављао ову функцију од Курта Валдхајма 1981. године.

## Биографија
Антонио Гутерес је рођен и одрастао у главном граду Португалије, у Лисабону. Школовао се на престижној Camões Lyceum средњој школи (данас Camões Secondary School), где је дипломирао 1965. године и на којој је освојио националну награду (Prémio Nacional dos Liceus) као најбољи ученик у земљи. Студирао је физику и електроинжењеринг на Instituto Superior Tecnico у Лисабону. Дипломирао је 1971. године и започео академску каријеру као доцент. Пре одласка из академског живота и започињања политичке каријере, на факултету је предавао системе теорије и телекомуникационе сигнале. По струци је инжењер. Поред португалског језика течно говори и енглески, француски и шпански. Ожењен је и има двоје деце.

## Политичка каријера
Политичку каријеру је започео 1974. године када се придружује Социјалистичкој партији. Антонио Гутерес је 1976. године изабран за посланика у португалском парламенту у којем је био члан 17 година. За то време председавао је Одбором за економију, финансије и планирања, а касније је био у Одбору за територијалну и локалну самоуправу. Био је и шеф посланичке групе своје странке.
Од 1981. до 1983. године био је члан Парламентарне скупштине Савета Европе када је био и председавајући Комитета за демографију, миграцију и избеглице. Један је од оснивача Португалског савета за избеглице 1991. године који је чинио део Државног савета Португалије од 1991. до 2002. године. 1992. је постао генерални секретар Социјалистичке партије у Португалији. Антонио Гутерес је био активан и у Социјалистичкој интернационали обављајући дужност потпредседника ове организације од 1992. до 1999. године када је постао њен председник и обављао ту дужност до јуна 2005.
У два мандата од 1995. до 2002. године био је Премијер Португалије. Тада је предводио представнике међународне заједнице у мировном процесу на Источном Тимору. Почетком 2000-их био је председник Европског савета, када је усвојена Лисабонска агенда, а председавао је и првим самитом Европске уније и Афричких земаља.
Антонио Гутерес је био високи комесар УН за избеглице од јуна 2005. до децембра 2015. године предводећи хуманитарну организацију са око 10.000 запослених у 125 земаља. Током свог мандата надгледао је суштинску структурну реформу UNHCR-а смањивши особље у седишту у Женеви за више од 20% и подигавши ефикасност агенције и капацитет за брзо реаговање. Активности хуманитарне организације су се утростручиле како због увођења другачијег планирања буџета тако и због повећања расељених лица широм света због сукоба. Његов мандат су обележиле неке од највећих криза, као што су сукоби у Сирији, Ираку, Јужном Судану, Централноафричкој Републици и Јемену.

### Генерални секретар УН
Антонио Гутерес је постао девети Генерални секретар Уједињених нација 1. јануара 2017. године након његовог формалног избора од стране Генералне скупштине УН 13. октобра 2016. године. На том положају је заменио јужнокорејског дипломату Бан Ки-Муна.
Изабран је после шест кругова гласања у Савету безбедности, где су му највећи ривали били бивши министар спољних послова Србије Вук Јеремић и шеф словачке дипломатије Мирослав Лајчак. На последњем, неформалном гласању Антонио Гутерес је добио подршку 13 држава, док су две биле уздржане, укључујући и једану сталну чланицу. Вук Јеремић је добио подршку седам држава, шест је било против, а две су биле уздржане. Исти резултат забележио је и Мирослав Лајчак.
Заклетву је положио 12. децембра 2016. године на церемонији у Генералној скупштини УН као нови Генерални секретар УН.

## Дипломатска каријера
Године 2005, на предлог Гутереса, Јоргос Папандреу је изабран за потпредседника Социјалистичке интернационале. Године 2006. Папандреу га је наследио на месту председника Социјалистичке интернационале.
У мају 2005, Гутерес је изабран за Високог комесара за избеглице на петогодишњи мандат од стране Генералне скупштине УН, заменивши Руда Луберса.

### Високи комесар за избеглице
Као високи комесар, Гутерес је био на челу једне од највећих светских хуманитарних организација, која је на крају његовог мандата имала више од 10.000 запослених у 126 земаља и пружала је заштиту и помоћ за преко 60 милиона избеглица, повратника, интерно расељених лица и лица без држављанства. Његово време на функцији обележила је фундаментална организациона реформа, смањење броја особља и административних трошкова у главној канцеларији UNHCR-а у Женеви и проширење капацитета UNHCR-а за реаговање у ванредним ситуацијама током најгоре кризе расељења од Другог светског рата.
Гутерес је током 19-23. марта 2006. посетио Пекинг, Кина, и изразио приговор на репатријацију севернокорејских избеглица од стране кинеске владе.
У интервјуу за NPR из фебруара 2007. године, посвећеном углавном проблемима ирачких избеглица, Гутерес је рекао да је ово једна од највећих избегличких криза на Блиском истоку од 1948. Међу слабо публикованим избегличким кризама, навео је оне у Централноафричкој Републици и Демократској Републици Конго. Током својих последњих година као Високи комесар, он је углавном радио на обезбеђивању међународне помоћи за избеглице из грађанског рата у Сирији, називајући избегличку кризу „егзистенцијалном“ за земље домаћине (као што су Либан и Јордан), а додатну помоћ називајући „питање опстанка“ за избеглице. Он је био отворени заговорник боље координисаног и хуманијег приступа европских земаља медитеранској избегличкој кризи. У јуну 2013. покренуо је помоћ од 5 милијарди долара, највећа до сада, да би помогао до 10,25 милиона Сиријаца те године.